# Scorpaenodes scaber
Scorpaenodes scaber är en fiskart som först beskrevs av Ramsay och Ogilby, 1886.  Scorpaenodes scaber ingår i släktet Scorpaenodes och familjen Scorpaenidae. Inga underarter finns listade i Catalogue of Life.